# Mimocastnia rothschildi
Mimocastnia rothschildi is een vlinder uit de familie van de prachtvlinders (Riodinidae). De wetenschappelijke naam van de soort is voor het eerst geldig gepubliceerd in 1913 door Adalbert Seitz.